# كارلوس بلانكو مورينو
كارلوس بلانكو مورينو (بالإسبانية: Carlos Blanco)‏ (5 مارس 1928 بمدريد في إسبانيا - 9 يناير 2011) هو كاتب سيناريو ولاعب كرة قدم مكسيكي وإسباني في مركز الهجوم، شارك في كأس العالم 1954 وكأس العالم 1958. وشارك مع منتخب المكسيك لكرة القدم. أما مع النوادي، فقد لعب مع نادي تولوكا ونادي نيكاكسا وAsturias F.C. ‏.

## وصلات خارجية
- كارلوس بلانكو مورينو على موقع الاتحاد الدولي (مؤرشف)  (الإنجليزية)
- كارلوس بلانكو مورينو على موقع قاعدة بيانات كرة القدم.إي يو (الإنجليزية)
- كارلوس بلانكو مورينو على موقع ناشيونال فوتبول تيمز (الإنجليزية)
- كارلوس بلانكو مورينو على موقع Soccerway.com (الإنجليزية)
- كارلوس بلانكو مورينو على موقع عالم كرة القدم.نت (الإنجليزية)